# 野崎武左衛門
野﨑 武左衛門（のざき ぶざえもん、寛政元年8月1日（1789年9月19日） - 元治元年8月29日（1864年9月29日））は、江戸時代後期の実業家。岡山県児島の塩業を大規模化させ、日本屈指の塩田地主となり、塩田王と呼ばれた。ナイカイ塩業創始者。

## 来歴・人物
武左衛門は寛政元年（1789年）、昆陽野（こやの）貞右衛門の長男として備前国児島郡味野村（現岡山県倉敷市児島）に生まれる。名は弣（ゆづか）。
野崎家の歴代当主は近隣の大庄屋・庄屋層とも縁組を持つ上層農民であったが、武左衛門が幼少期には没落していた。家の再興を企図して、当時南児島一帯に発展しつつあった木綿機業に参入することを決め、小倉足袋の製造販売を試みた。妻と母親が足袋を縫い、父親とともに武左衛門が瀬戸内海対岸の四国丸亀などへ行商し、数年で人を雇用して生産するまでになり発展したが、やがて売掛金の回収で行き詰まり、後妻の伯父で近村の大庄屋だった中島富次郎の支援を得て、塩浜を築いて塩田地主になる道を選んだ。
同族資本と藩の融資も得て、文政10年（1827年）頃から父親が一度失敗した塩田開発を再開し、文政13年（1830年）に味野・赤﨑両村（現・倉敷市児島）の沖に約48haの塩田を完成させた。その塩田は両地名の一字ずつをとって野﨑浜と名付けられ、自らも野﨑姓に改名した。武左衛門はこの後も児島半島南岸の日比・山田・胸上沖（いずれも現玉野市）、久々井浜（現・瀬戸内市）に塩田を開発し、文久2年（1862年）までに約150haの塩田を完成させた。また、岡山藩の命により福田村等の200ha（500haとも言われ諸説ある）の新田開発も手がけた。これらの功績により、備前を代表する地主となった武左衛門は、天保4年（1833年）には大庄屋を命ぜられ、天保9年（1838年）には御成門・長屋門を備えた豪邸を建て、弘化4年（1847年）には苗字帯刀・五人扶持を許された。「新たな事業で金儲けするな」「公益性のあるものには金を惜しむな」などの家訓を掲げ、捨て子を育て窮民を救済するなど社会貢献にも励んだ。
一度家督を跡取りの野崎常太郎に譲って引退したが、安政2年（1855年）に常太郎が35歳で早世したため、事業に復帰し東野崎北浜の塩田開発を手掛ける。1864年に病を得て76歳で没した。
大正8年（1919年）、従五位を追贈された。

## 親族
初代武左衛門の死去にともない家業を継いだ孫の野崎武吉郎（1848－1925、通称・武左衛門）は家業を大いに発展させ、製塩業界に貢献したほか、社会事業に携わり、貴族院議員も務めた。その弟の野崎定次郎（1854－1933）は衆議院議員(進歩党)のほか、児島銀行頭取、味野紡績社長などを務めた。

## 関連施設
現在、広大な旧野﨑家住宅（国の重要文化財）は児島の主要な観光地として公開されている。また、野崎浜の塩田跡地は瀬戸大橋架橋と同時に児島駅と道路が整備され、児島の新市街地を形成し、味野旧市街と駅を結ぶメインストリートは「武左衛門通り」と名づけられている。その他には、玉野市胸上（むねあげ）の塩田跡には野崎家が設立したナイカイ塩業本社工場が操業を続け、福田村の福田新田は水島臨海工業地帯の一部となっている。

## 関連文献
- 『塩田王 野崎武左衛門』原作：太田健、漫画：南一平（竜王会館、1990年）
- 倉敷の自然をまもる会『児島風土記』倉敷市文化連盟〈倉敷叢書〉、1982年。CRID 1130000796996067712。